# Joseph Kosuth
Joseph Kosuth (Toledo, 31 de gener de 1945) és un artista conceptual estatunidenc.

## Biografia
Estudià a Toledo (1965) i completà la seva formació a l'School of Visual Arts de Nova York. Aviat es convertí en un dels més importants líders de l'art conceptual, arribant al rebuig absolut de qualsevol tipus de producció d'obres a causa del seu caràcter ornamental. Les seves idees queden recollides en l'assaig Art after Philosophy (Studio international, 1969), en el qual cita a Marcel Duchamp i els seus objectes trobats com a veritables creadors de la revolució artística pel que fa al pas de l'aparença al concepte. Enuncià el principi que una obra d'art és una tautologia, arribant a expressar que «l'art és, de fet, la definició de l'art». Aborda el tema artístic com un problema filosòfic i lingüístic, fet que l'acosta a l'Art & Language.
Format sobretot en el camp artístic, també va dur a terme estudis de filosofia i antropologia. La seva trajectòria demostra el seu coneixement i afinitat amb els mètodes de recerca proposats pels filòsofs del llenguatge Ludwig Wittgenstein i Alfred Jules Ayer. L'obra assagística de 1969, Art after Philosophy, és el seu principal manifest i el lloc on desenvolupa la base teòrica de les seves obres. Les seves creacions més conegudes porten per títol Investigacions (en referència a Wittgenstein) i consisteixen en dispositius que examinen i reclassifiquen realitats mitjançant l'ús del text, la funció del qual és explorar la naturalesa de l'art i conduir-lo a la seva desmaterialització.

## Obres destacades

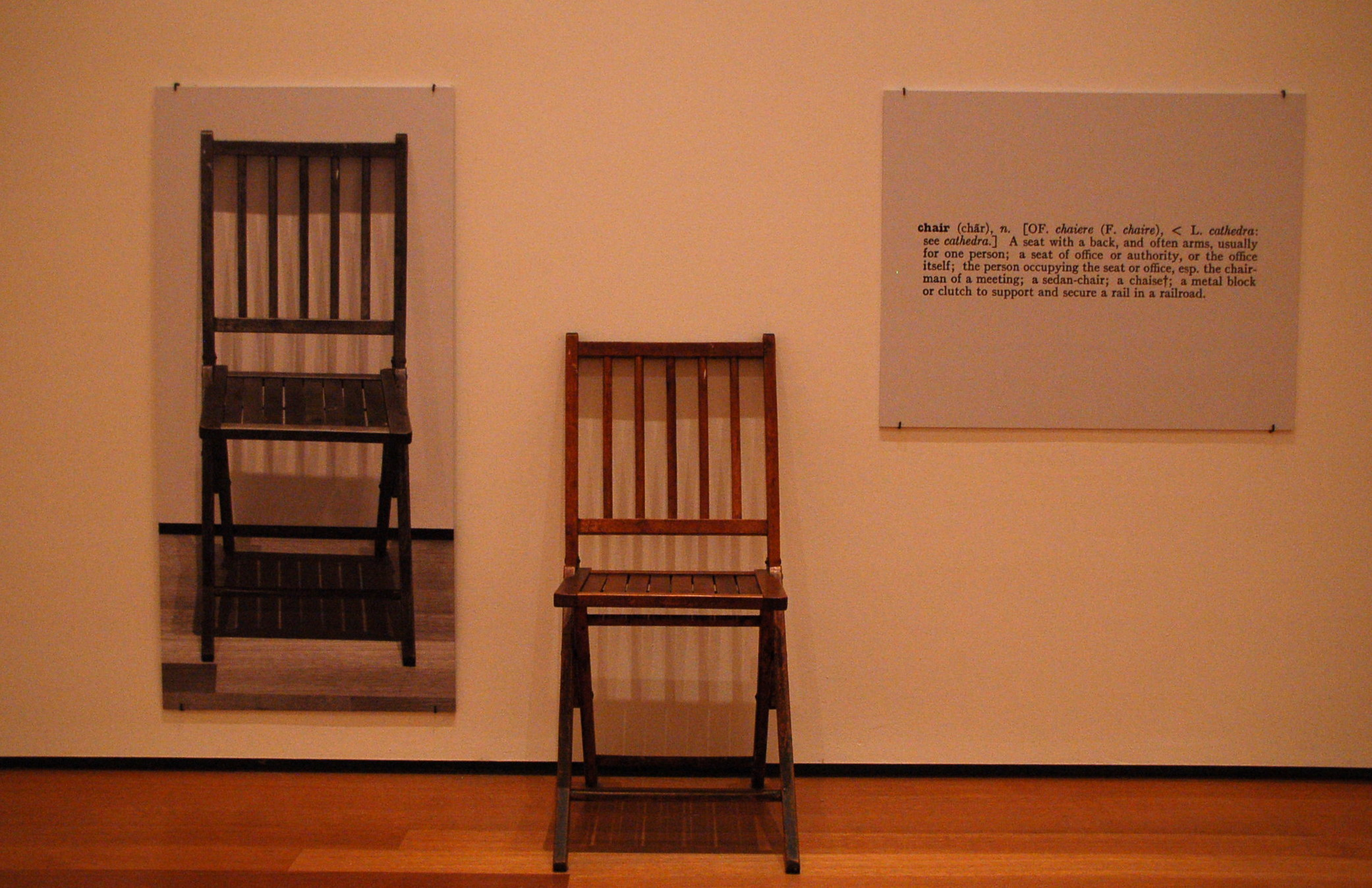
Una i tres cadires, 1965

- Una i tres cadires, 1965[4]
- Four colours four words, 1966
- A four color sentence, 1967